# Giancarlo Mazzacurati
Giancarlo Mazzacurati (Padova, 9 giugno 1936 – Pisa, 2 agosto 1995) è stato un critico letterario, filologo e storico della letteratura italiano.

## Biografia
Studiò all'Università di Napoli, dove fu allievo di Giuseppe Toffanin, con cui si laureò. Tramite Salvatore Battaglia fece la conoscenza di Vittorio Russo, con cui avrebbe stabilito un lungo sodalizio intellettuale e umano.
Professore di letteratura italiana presso l'Università Federico II di Napoli e l'Università di Pisa (Facoltà di Lingue e letterature straniere), fu tra i più importanti critici letterari del Novecento, fornendo contributi anche nel campo della filologia con edizioni di importanti opere della letteratura italiana moderna. I suoi contributi permisero una lettura nuova del Rinascimento italiano. Produsse minuziosi commenti ai classici moderni (Verga e Pirandello, ma anche Smollet e Musil) e studi sulla tradizione sterniana. 
Tra coloro che hanno dato séguito ai suoi studi si annoverano Antonio Saccone, Matteo Palumbo, Arturo Mazzarella, Giancarlo Alfano e Stefano Jossa, mentre, pur essendosi laureati con lui, si sono dedicati ad altri indirizzi Ermanno Corsi, Roberto Esposito e Mauro Calise.

## Opere

### Studi
- La crisi della retorica umanistica nel Cinquecento (Antonio Riccobono), Napoli: Libreria Scientifica Editore, 1961.
- Misure del classicismo rinascimentale, Napoli: Liguori, 1966.
- Piani per una revisione della dialettica culturale nel primo '500, Napoli: Liguori, 1972.
- Il sistema del Decameron, con un saggio di Gordon Poole, Napoli: Liguori, 1973.
- Forma & Ideologia, Napoli: Liguori, 1974.
- Conflitti di culture nel Cinquecento, Napoli: Liguori, 1976.
- Il secondo Svevo, con Francesco Paolo Botti e Matteo Palumbo, Napoli: Liguori, 1982.
- Il Rinascimento dei moderni. La crisi culturale del XVI secolo e la negazione delle origini, Bologna: il Mulino, 1985.
- Verga. Materiali per lo studio della letteratura italiana, Napoli: Liguori, 1985.
- Pirandello nel romanzo europeo, Bologna: il Mulino, 1987.
- Effetto Sterne. La narrazione umoristica in Italia da Foscolo a Pirandello, Pisa, Nistri-Lischi, 1990.
- All'ombra di Dioneo: tipologie della novella da Boccaccio a Bandello, a cura di Matteo Palumbo, Firenze: La Nuova Italia, 1996.
- Rinascimenti in transito, a cura di Amedeo Quondam, Roma: Bulzoni, 1996.
- Stagioni dell'apocalisse: Verga, Pirandello, Svevo, con intr. di Matteo Palumbo, Torino: Einaudi, 1998.
- Il fantasma di Yorick, Napoli: Liguori, a cura di Matteo Palumbo, intr. di Mario Lavagetto, 2006.
- L'albero dell'Eden. Dante tra mito e storia, a cura di Stefano Jossa, Roma: Salerno Editrice, 2006.

### Edizioni e commenti di testi
- Robert Musil, Discorso sulla stupidità, prefazione di G.M., Brescia: Shakespeare & Co., 1979.
- Italo Svevo, Scritti su Joyce, a cura di G.M., Parma: Pratiche, 1986.
- Tobias Smollett, La spedizione di Humphry Clinker, traduzione e cura di G.M., Torino: Einaudi, 1987.
- Laurence Sterne, Un viaggio sentimentale, traduzione e cura di G.M., Napoli: Cronopio, 1991.
- Luigi Pirandello, Il fu Mattia Pascal, a cura di G.M., Torino: Einaudi, 1993.
- Conteurs italiens de la Renaissance, preface par G.M., Paris: Gallimard, 1993.
- Giovanni Verga, Mastro-don Gesualdo, a cura di G.M., Torino: Einaudi, 1993.
- Luigi Pirandello, Uno, nessuno e centomila, a cura di G.M., Torino: Einaudi, 1994.
- Luigi Pirandello, L'esclusa, a cura di G.M., Torino: Einaudi, 1995.
- Robert Musil, Discorso sulla stupidità, prefazione di G.M., Napoli: Diogene, 2015.